# Israelitischer Friedhof Magdeburg

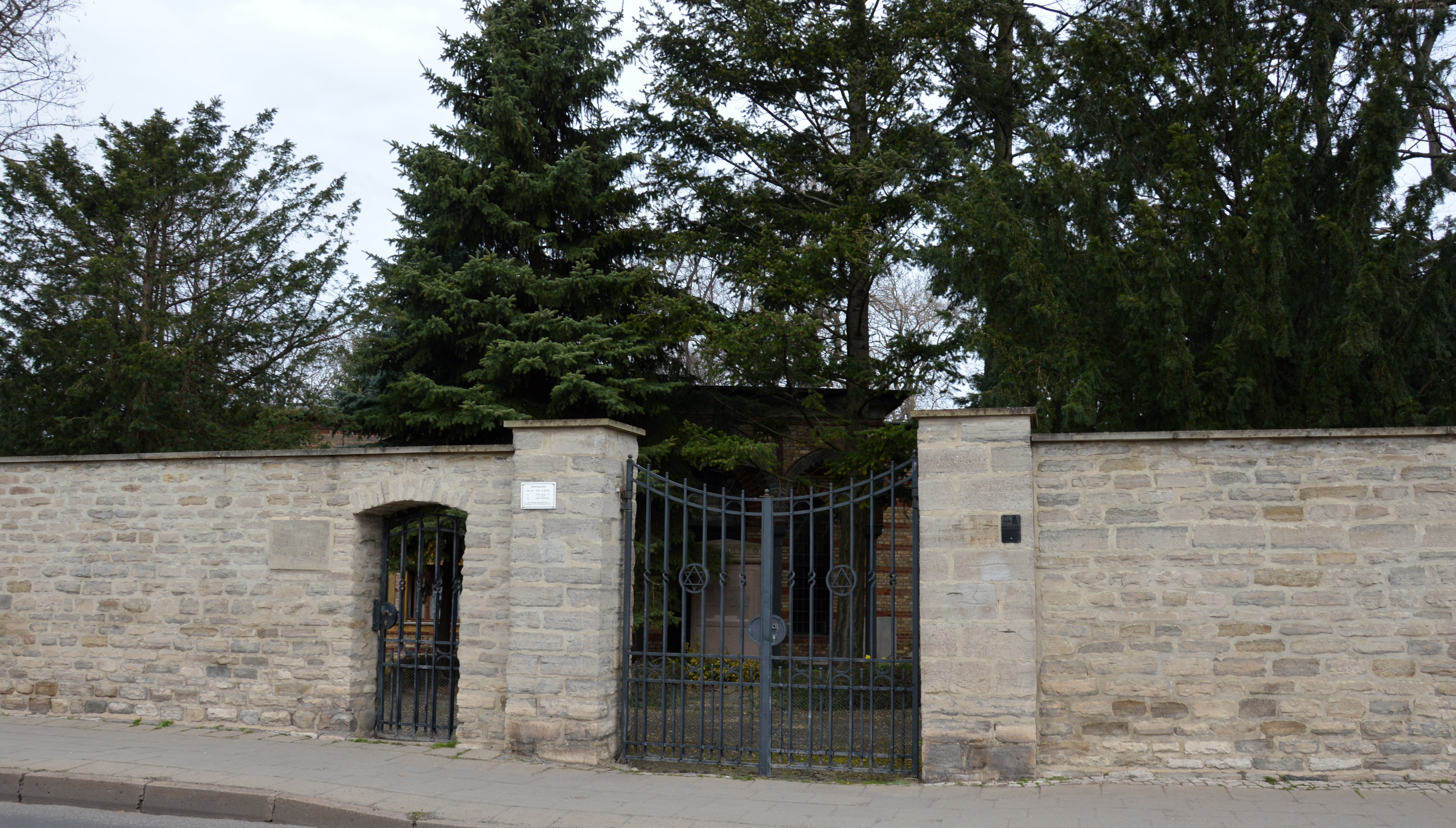
Israelitischer Friedhof Magdeburg, Eingangstor

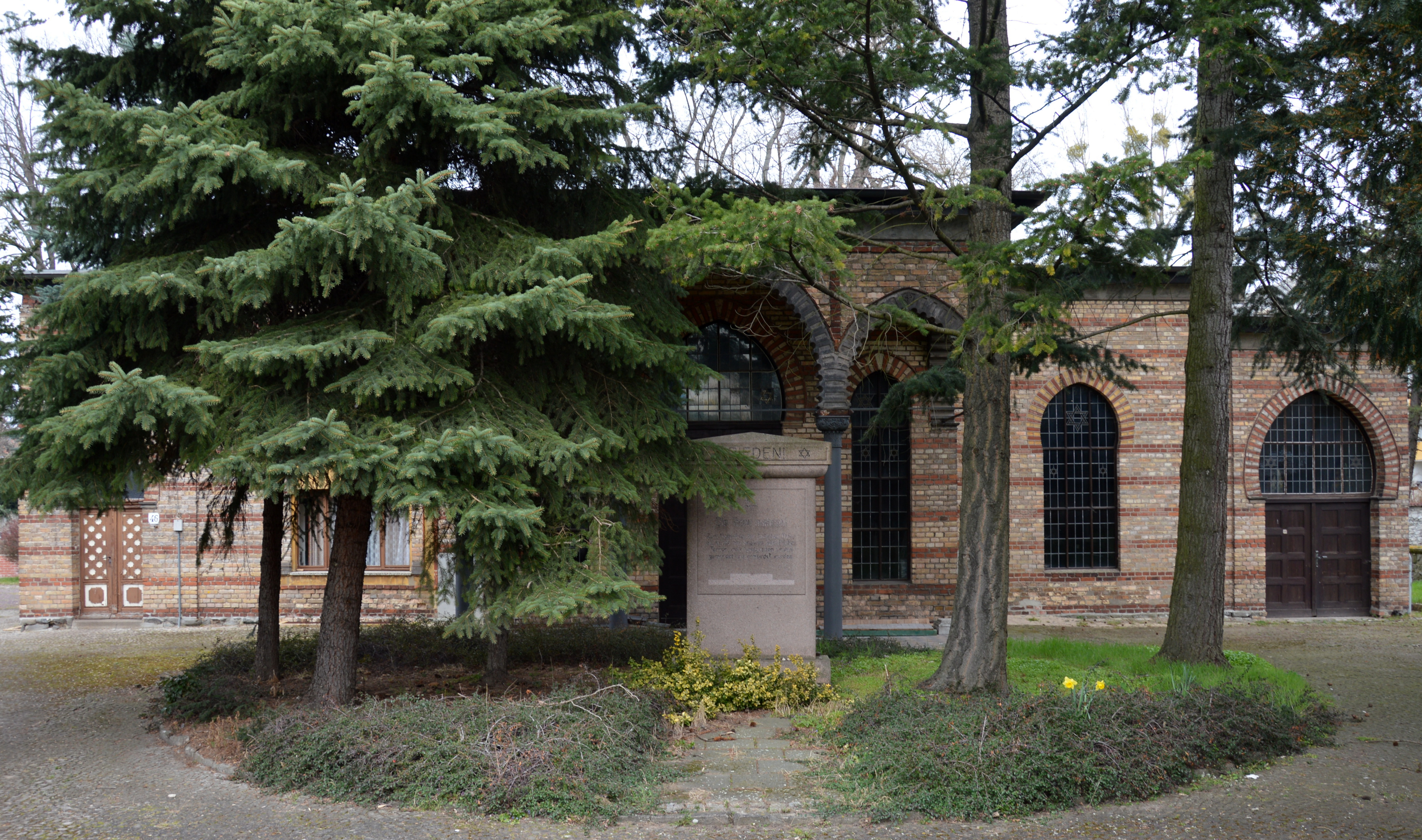
Leichenhaus

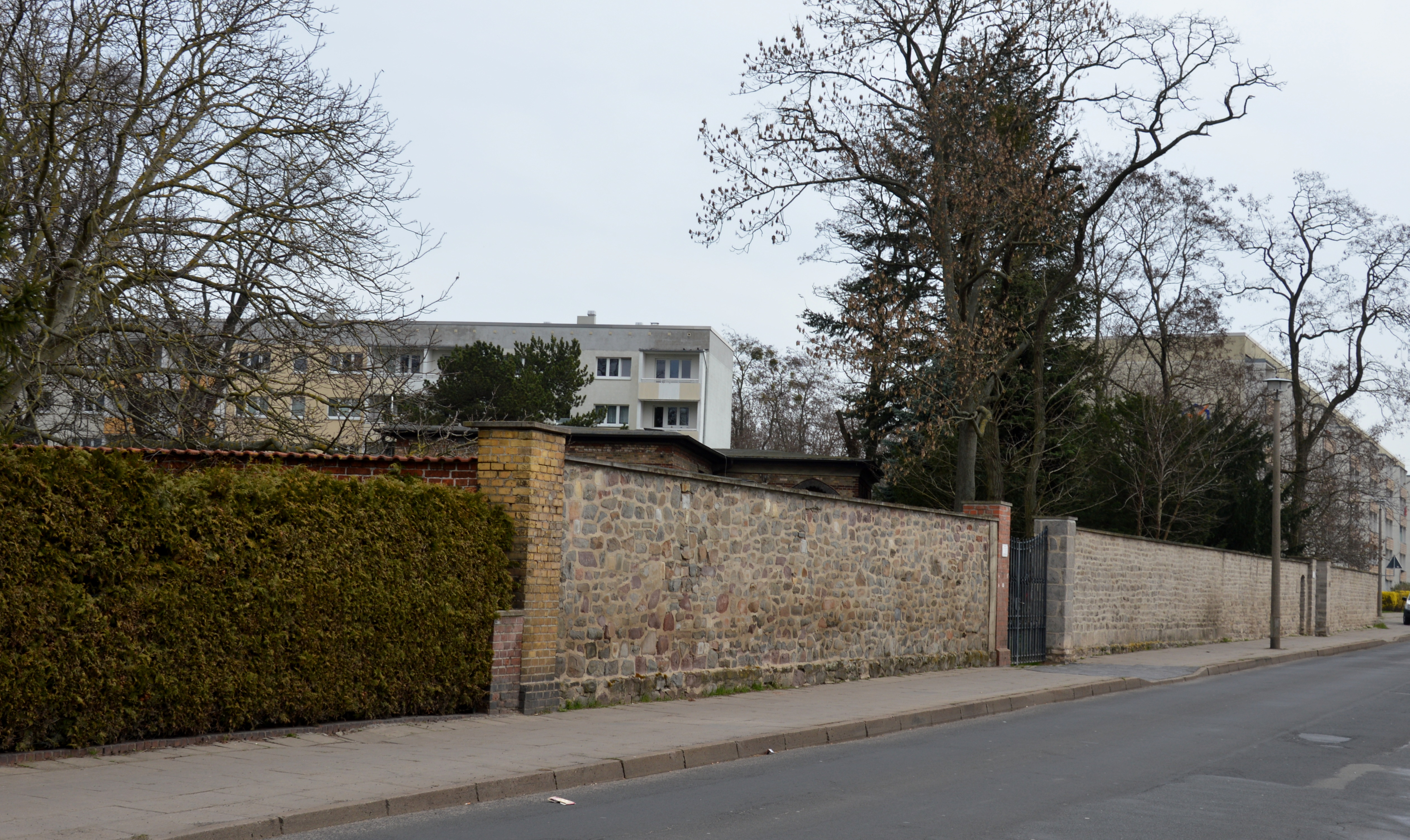
Friedhofsmauer am Fermersleber Weg

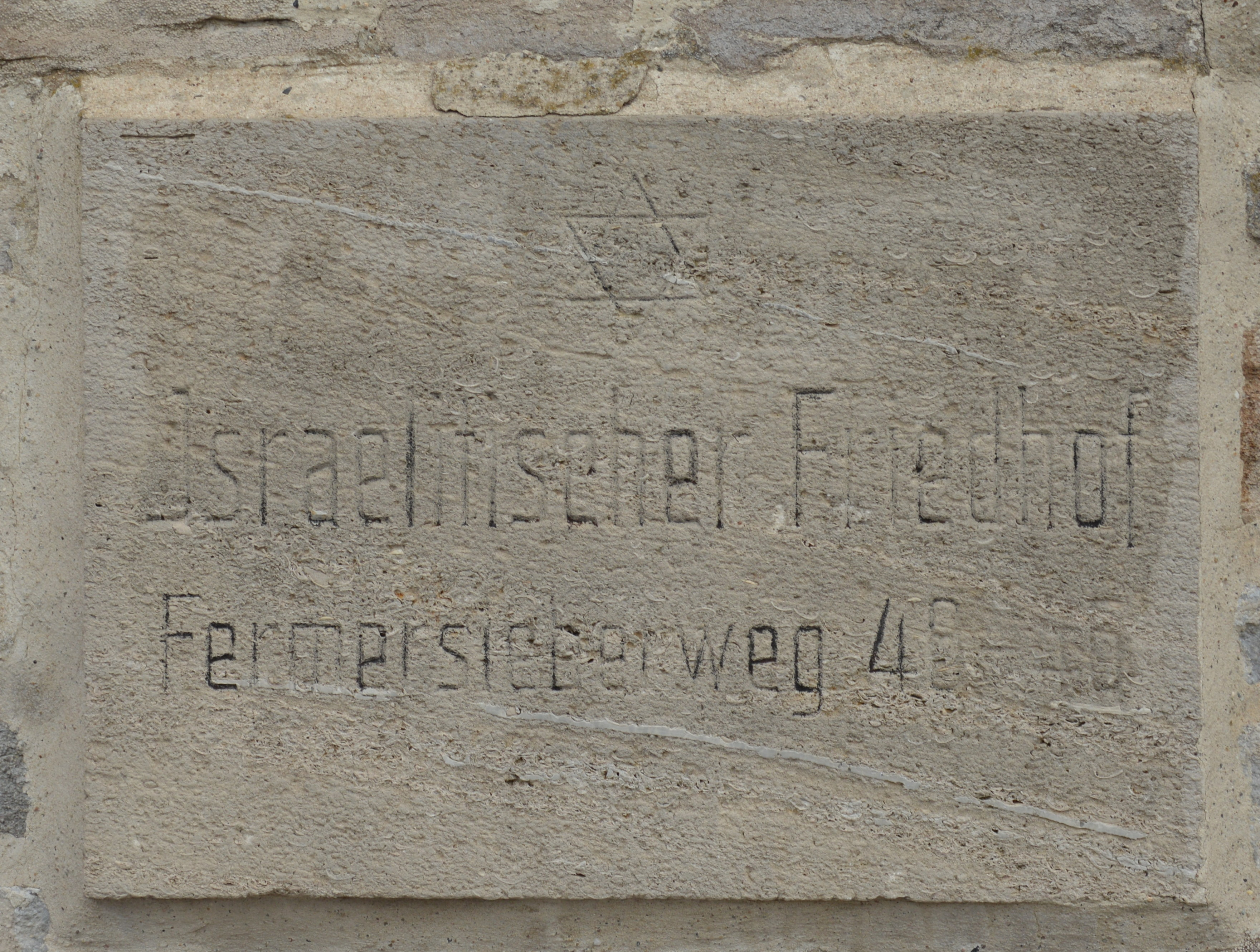
Tafel Israelitischer Friedhof am Friedhofseingang

Der Israelitische Friedhof Magdeburg ist ein jüdischer Friedhof im Stadtteil Leipziger Straße der Stadt Magdeburg in Sachsen-Anhalt.

## Lage und Anlage
Der Friedhof befindet sich auf der nördlichen Seite des Fermersleber Wegs an der Adresse Fermersleber Weg 46. Die Friedhofsfläche umfasst 15.500 m².
Auf dem Friedhof wurden etwa 3.000 Menschen (Stand 1998) beigesetzt. Die Zahl der Grabsteine wird mit 2250 (Stand 1998) angegeben.  Es sind viele historische Grabmale vor allem aus dem 19. und Anfang des 20. Jahrhunderts, darunter auch im Stil des Klassizismus gestaltete, erhalten. Die Inschriften der Grabmäler sind in hebräischer und deutscher Sprache verfasst. Häufig finden sich auf den Grabsteinen jüdische Symbole wie Davidsschild, Levitenkanne, segnende Priesterhände, Leuchter oder Krone. Bemerkenswert sind drei Grabsteine aus dem 13. Jahrhundert, die ursprünglich vom historischen jüdischen Friedhof, dem bis 1493 bestehenden Judenkever Buckau, stammen und in Häusern der Magdeburger Altstadt vermauert waren. Bei Enttrümmerungsarbeiten nach Ende des Zweiten Weltkriegs wurde ein Grabstein im Haus Große Münzstraße 6 und zwei im Haus Breiter Weg 198 gefunden, von Werner Priegnitz gesichert. Die Grabsteine gehören zu den ältesten erhaltenen jüdischen Grabdenkmälern Europas.
Die 1864 errichtete Feierhalle gilt als typischer jüdischer Sakralbau der Gründerzeit. Im örtlichen Denkmalverzeichnis ist der Friedhof unter der Erfassungsnummer 094 06157 als Baudenkmal verzeichnet.
Für die 36 im Ersten Weltkrieg gefallenen Mitglieder der Magdeburger Gemeinde wurde ein bis heute erhaltenes Ehrengrab angelegt. An dem Grab wird auch der in den Konzentrationslagern ermordeten Kinder gedacht.

## Geschichte und Architektur
Der Friedhof wurde im Jahr 1816 in der Sudenburger Feldmark begründet. Andere, jedoch falsche Angaben nennen das Jahr 1813. Die Magdeburger Synagogengemeinde hatte sich zuvor mit einem Schreiben des israelitischen Syndikus Samuel Issak Elbthal vom 15. November 1815 an den Magdeburger Magistrat gewandt und um den Verkauf bzw. die Vergabe einer Erbpacht zur Anlage eines Friedhofs gebeten. Das Grundstück sollte ein bis zwei Morgen groß und hochwassersicher gelegen sein. Der Magistrat lehnte das Ersuchen ab. Der Synagogengemeinde gelang es jedoch trotzdem, ein zwei Morgen großes Ackergrundstück südlich der Stadt Magdeburg am heutigen Fermersleber Weg zu erwerben. Magistrat und Polizeidirektion stimmten der Nutzung als Friedhof zu, so dass die Nutzung ab 1816 erfolgte.
1838 gründete die Synagogengemeinde eine israelitische Beerdigungsgesellschaft Chewra Kadischa (Heilige Bruderschaft), die die Bestattungen unter Beachtung der religiösen Riten vornahm und für bedürftige Gemeindemitglieder auch kostenlose Beerdigungen gewährleistete.
In der Zeit nach 1860 wurde das Gebiet des Friedhofs erweitert. Zugleich erfolgte der Bau einer Friedhofsmauer. Auch wurde 1864 die zweigeschossige Trauerhalle mitsamt Wohnung für einen Friedhofswärter nach einem Entwurf des Baurats Johann Heinrich L´hermet und drei Gewächshäuser gebaut. Das Backsteingebäude ist mit Schlüssellochfenstern versehen und verfügt über Spitzbögen im maurischen Stil. Der Portikus ist mit zierlichen Säulen versehen. Die Bleiverglasung ist noch im Original erhalten. 1898 wurde das Gebäude nach einem Entwurf von Ferdinand Dabelow erweitert und dabei der Feierraum vergrößert.
Im Jahr 1912 wurde eine weitere Erweiterungsfläche angekauft.
In der Zeit des Nationalsozialismus blieb der Friedhof von Übergriffen verschont, weder Grabdenkmale noch Gebäude wurden geschändet. Während des Zweiten Weltkriegs kam es allerdings bei Luftangriffen durch Bombentreffer zu Schäden an Gebäuden und Gräbern sowie an der Friedhofsmauer. Von den 3200 Juden, die 1928 in Magdeburg lebten, wurden jedoch während der NS-Zeit 1521 ermordet, darunter 287 Kinder.
Erst mehrere Jahre nach Kriegsende standen ausreichend Mittel zu einer Beseitigung der Kriegsschäden zur Verfügung.
1988 wurde in der Trauerhalle eine vom Bildhauer Josef Bzdok geschaffene Menora aufgestellt.

## Gräber bekannter Persönlichkeiten
Auf dem Friedhof befindet sich das Grab der bekannten Magdeburger Zirkusfamilie Blumenfeld. 1938 wurde der Pädagoge und Autor Moritz Spanier (1853–1938) beigesetzt.